# Angelus (álbum)
Angelus é o 25º (vigésimo quinto) álbum do músico brasileiro Milton Nascimento, lançado em 1993. Possui a participação especial de muitos artistas internacionais renomados como Pat Metheny, Jon Anderson, Wayne Shorter, Herbie Hancock, James Taylor e Peter Gabriel. Em 9 de Janeiro de 2011, Milton Nascimento declarou durante a exibição do programa de televisão Altas Horas que este é o seu álbum favorito entre as suas composições.

## Faixas
1. Seis Horas da Tarde (Milton Nascimento)
2. Estrelada (Milton Nascimento - Márcio Borges) Participação: Jon Anderson
3. De Um Modo Geral... (Milton Nascimento - Wilson Lopes)
4. Angelus (Milton Nascimento)
5. Coisas de Minas (Milton Nascimento - Wilson Lopes)
6. Hello Goodbye (John Lennon - Paul McCartney)
7. Sofro Calado (Milton Nascimento - Régis Faria) Participação: Robertinho Silva
8. Clube Da Esquina, Nº2 (Milton Nascimento - Márcio Borges - Lô Borges)
9. Meu Veneno (Milton Nascimento - Ferreira Gullar) Participação: Naná Vasconcelos
10. Only A Dream In Rio (James Taylor - Versão: Fernando Brant) Participação: James Taylor
11. Qualquer Coisa a Haver Com o Paraíso (Milton Nascimento - Flávio Venturini) Participação: Peter Gabriel
12. Vera Cruz (Milton Nascimento - Márcio Borges)
13. Novena (Milton Nascimento - Márcio Borges)
14. Amor Amigo (Milton Nascimento - Fernando Brant) Participação: Pat Metheny e Herbie Hancock
15. Sofro Calado (Milton Nascimento - Régis Faria)

## Créditos
- Milton Nascimento – vocais, sanfona, violão e piano.
- Wayne Shorter - sax
- Gil Goldstein – orquestra e regência
- Jon Anderson – vocais
- Túlio Mourão – teclado, piano
- Hugo Fattoruso – acordeon, piano
- João Baptista – baixo fretless, baixo
- Wilson Lopes - guitarra e viola caipira
- Robertinho Silva – percusão, bateria e concepção rítmica
- Ronaldo Silva – percusão, bateria, efeitos, tamborim
- Vanderlei Silva – percusão, efeitos, tamborim
- Leonardo Bretas – vocais
- Naná Vasconcelos – percusão e concepção rítmica
- James Taylor – vocais, violão
- Jeff Bova – teclados
- Tony Cedras – acordeon
- Anthony Jackson – guitarra "contrabass"
- Chris Parker – bumbo
- Peter Gabriel – vocais
- Flávio Venturini – violão
- Flávio Siebert – guitarra
- Herbie Hancock – piano
- Pat Metheny – guitarra, violão
- Ron Carter – baixo
- Jack Dejohnette – bateria

## Ficha Técnica
- Direção Musical: Milton Nascimento
- Direção Geral: Márcio Ferreira
- Coordenação Jurídica: Joel Weinstein
- Business M.: David Feinstein, Aracy Duarte e Antônio Coelho
- Assist. de Prod. e Dir.: Otávio Bretas
- Auxiliares: Elizabeth Campos, Carlos Ferreira, Márcia Mafia, Gilmary, Itamar, Dorinha, Sandra, Milton, Leleca, e Isabel Pereira
- Capa: Geraldo Leite e Márcio Ferreira
- Consultoria para anjos: Ângela Gutierrez
- Consultoria histórica: Clotilde Paiva
- Computação gráfica: Roberto Boca (Fólio)
- Supervisão de Editoração: Otávio Bretas
- Fotos e reproduções: Márcio Ferreira
- Foto "Milton/Céu": Tom Tavel
- Anjos do Aleijadinho e Athaíde: Congonhas, Santa Bárbara, Caeté e Ouro Preto
- Paisagem mineira: Guignard
- O Angelus: J. F. Millet (detalhe)
- Manuscrito de Tiradentes: Arquivo Público Mineiro
- Masterização: Ted Jensen - Sterling Sound Inc. (NY)